# موتورشیپ کلاس راشیا (۱۹۷۳)
موتورشیپ کلاس راشیا (۱۹۷۳) (به انگلیسی: Rossiya-class motorship (1973)) یک کلاس از کشتی است که طول آن ۸۳٫۶ متر (۲۷۴ فوت) می‌باشد.